# Justin Rrota
Justin Rrota, születési nevén Ndoc Rrota (Shkodra, 1889. február 17. – Shkodra, 1964. december 21.) albán ferences szerzetes, filológus, irodalomtörténész, Simon Rrota festőművész öccse. A régi albán irodalom szakértője volt.

## Életútja és munkássága
Az észak-albániai Shkodrában született. Ott végezte el a helyi ferencesek kollégiumát, majd 1907-től 1911-ig az ausztriai Villachban és más településeken hallgatott teológiát. 1911-ben pappá szentelték, belépett a ferences rendbe, majd hazatért Albániába. Eleinte plébánosként tevékenykedett, majd huszonöt éven át alma materében, a shkodrai ferences Collegium Illyricumban tanított albán nyelvet és irodalmat, valamint latint. Az 1944 utáni kommunista vallásüldözést számos külföldön képzett paptársától eltérően szerencsésen túlélte, de publikálási lehetőségeit korlátozták.
Filológiai érdeklődése homlokterében az albán nyelv korai nyelvemlékei és szépirodalmi munkái álltak. Neki is köszönhető, hogy a régi albán szerzők és munkáik szélesebb olvasóközönség előtt is ismertekké váltak. Az elsők között foglalkozott Gjon Buzuku 1555-ben befejezett, Meshari című misekönyvével, az első albán nyelvű könyvvel, hosszabb kivonatokat is közölt a műből.

### Főbb művei
- Letratyra shqype për shkolla të mjesme (’Albán irodalom középiskolák számára’). Shkodër: Shtypshkronja Françeskane. 1925.   239 o.
- Monumenti mâ i vjetri i gjûhës shqype: D. Gjon Buzuku, 1555 (’Az albán nyelv legrégebbi emléke: Gjon Buzuku, 1555’). Shkodër: Shtypshkronja Françeskane. 1930.   67 o.
- Analyzimi i rasavet t’emnit e zhvillimi historik i tynve (’Az alanyeset elemzése és történelmi alakulása’). Shkodër: Shtypshkronja Françeskane. 1931.   30 o.
- Shkrimtari mâ i vjetri i italo-shqyptarvet: D. Lukë Matranga (’Az olaszországi albánok legkorábbi írója: Lekë Matrënga’). Shkodër: Shtypshkronja Françeskane. 1931.   30 o.
- Vjollca Parrizit: Libër uratash për fëmij e të rritshëm (’A paradicsom ibolyái: Imádságoskönyv gyermekek és az ifjúság részére’). Winterberg: Steinbrener. 1932.   254 o.
- Letratyra shqype: Për klasët e ulta të shkollavet të mjesme (’Albán irodalom: Középiskolák alsóbb osztályai számára’). Shkodër: Shtypshkronja Françeskane. 1934.   299 o.
- Per historin e alfabetit shqyp (’Az albán ábécé történetéhez’). Shkodër: Shtypshkronja Françeskane. 1936.   94 o.
- Sintaksi i shqipes (’Az albán nyelv szintaxisa’). Shkodër: Fishta. 1942.   135 o.
- Rreth votrës: Novela, omanza, kallxime, legjenda (’A szív tájékán: Elbeszélések, történetek és legendák’). Shkodër: Fishta. 1945.   224 o.